# Me lá vảy nến
Me lá vảy nến (danh pháp: Phyllanthus thaii) là một loài thực vật có hoa trong họ Diệp hạ châu. Loài này được Nguyễn Nghĩa Thìn mô tả khoa học đầu tiên năm 1992.